# لئوناردو پینیزوتو
لئوناردو پینیزوتو (ایتالیایی: Leonardo Pinizzotto؛ زادهٔ ۱۴ اوت ۱۹۸۶) دوچرخه‌سوار اهل ایتالیا است.